# 25-я гвардейская стрелковая дивизия
25-я гвардейская стрелковая дивизия (с 1964 года — «имени Чапаева») — гвардейское стрелковое соединение (стрелковая дивизия) РККА Вооружённых сил Союза ССР, принимавшее участие в Великой Отечественной войне.
Полное наименование — 25-я гвардейская стрелковая Синельниковско-Будапештская Краснознамённая, орденов Суворова и Богдана Хмельницкого дивизия.

## История дивизии
Сформирована на станции Сонково Калининской области в период с 24.04.1942 по 12.07.1942 согласно Директиве ГШКА N орг/2/783669 от 16.04.1942 путём преобразования 2-й гвардейской стрелковой бригады.
В Действующей армии во время Великой Отечественной войны — с 14 июля 1942 года по 11 мая 1945 года.
11—12.07.1942 дивизия убыла с места формирования на Воронежский фронт, прибыла в состав фронта 22.07.1942. До 04.08.1942 готовилась к обороне рубежа по восточному берегу реки Битюг.
В августе 1942 год участвовала в боях по захвату плацдармов на реке Дон севернее города Коротояк, затем в Острогожско-Россошанской, Воронежско-Касторненской, Харьковской наступательной и оборонительной, Донбасской, Нижнеднепровской операциях. В ночь на 26 сентября 1943 года 78-й гвардейский стрелковый полк в районе села Войсковое форсировал Днепр, захватил и удержал плацдарм, обеспечив переправу на правый берег основных сил 6-й армии.
В 1944—1945 гг. дивизия участвовала в Кировоградской, Корсунь-Шевченковской, Уманско-Ботошанской, Ясско-Кишинёвской, Будапештской, Братиславско-Брновской, Пражской наступательных операциях. Принимала участие в освобождении городов Харьков, Валки, Лозовая, Синельниково, Балта, Котовск, взятии городов Будапешт, Братислава.
После войны переформирована в мотострелковую дивизию. Дислоцировалась в городе Пирятине, а потом Лубны (Киевский военный округ).
В послевоенные годы 25-я гвардейская мотострелковая дивизия была одной из двух именных дивизий Советской армии, названных по именам командиров (наряду с Панфиловской — 8-й гвардейской стрелковой дивизией имени И. В. Панфилова). В июле 1946 года была переформирована в 2-ю отдельную гвардейскую стрелковую бригаду. Директивой от 20 октября 1953 года на базе бригады была вновь восстановлена 25-я гвардейская стрелковая дивизия. В ноябре 1954 года она была переформирована в 38-ю гвардейскую механизированную дивизию, а 4 июня 1957 года — в 115-ю гвардейскую мотострелковую дивизию. 6 февраля 1962 года с целью сохранения преемственности вновь получила наименование 25-я гвардейская мотострелковая дивизия.
В декабре 1964 года 25-й гвардейской мотострелковой дивизии было присвоено имя легендарного героя гражданской войны В. И. Чапаева и таким образом дивизия стала преемником традиций как 25-й гвардейской стрелковой дивизии, так и однономерной 25-й Чапаевской стрелковой дивизии, погибшей в осаждённом Севастополе и расформированной в конце июля 1942 года (знамёна частей утоплены в Чёрном море).
В 2001 году дивизия преобразована в базу хранения военной техники и имущества, а в 2002 году эта база расформирована полностью.

## В составе

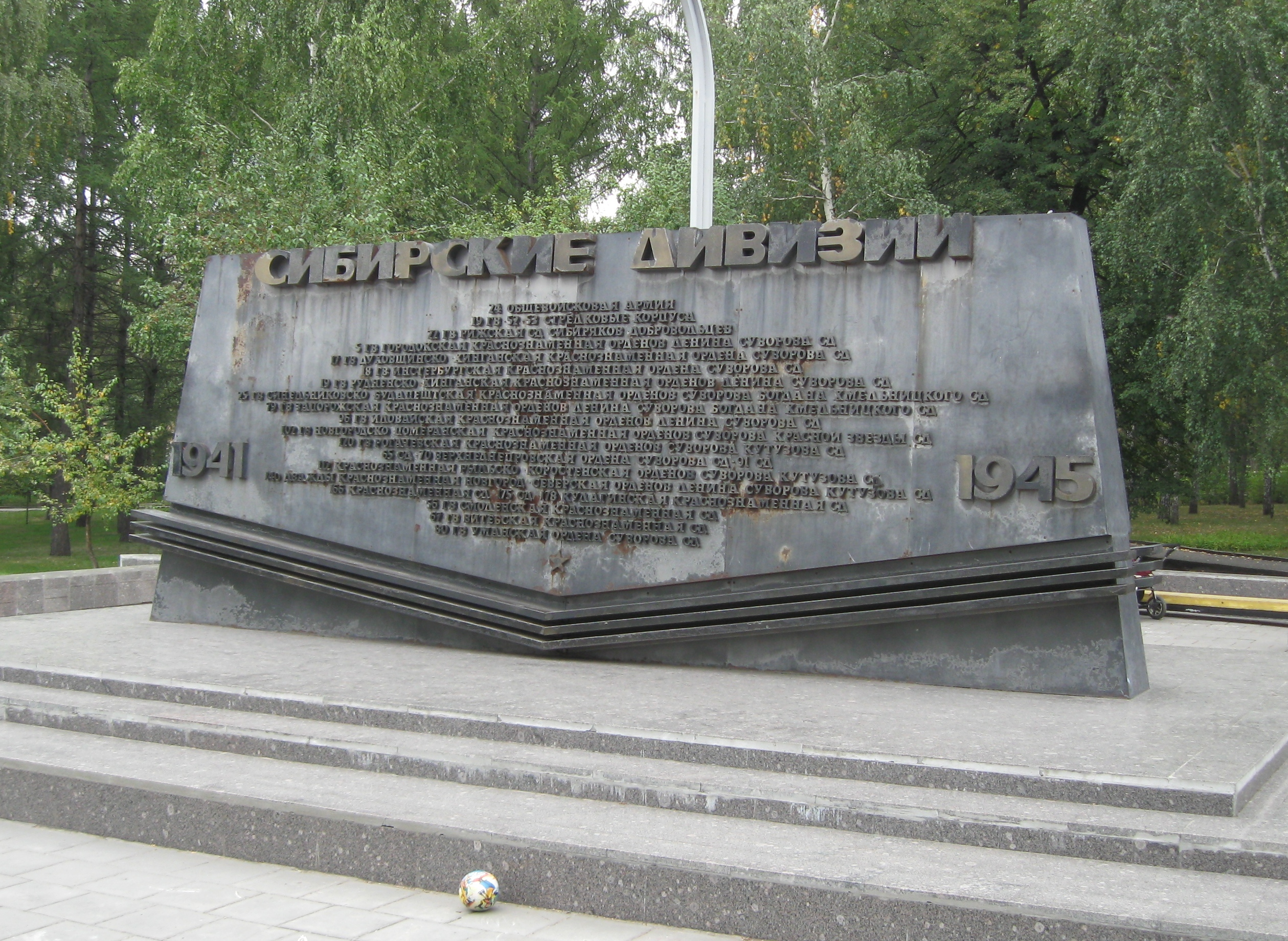
25-я гвардейская стрелковая дивизия
на Монументе Славы в Новосибирске

- Резерв Ставки ВГК, 2-я резервная армия — на 01.07.1942 года
- Воронежский фронт, 6-я армия, — на 01.08.1942 года
- Воронежский фронт, 40-я армия, — на 01.12.1942 года
- Юго-Западный фронт, 3-я танковая армия, — на 01.03.1943 года
- Юго-Западный фронт, 6-я армия, — на 01.04.1943 года
- Юго-Западный фронт, 6-я армия, 26-й гвардейский стрелковый корпус — на 01.08.1943 года
- 3-й Украинский фронт, 8-я гвардейская армия, — на 01.11.1943 года
- 3-й Украинский фронт, 8-я гвардейская армия, — на 1.12.1943 года
- 2-й Украинский фронт, 26-й гвардейский стрелковый корпус — на 01.01.1944 года
- 2-й Украинский фронт, 53-я армия, 26-й гвардейский стрелковый корпус — на 01.02.1944 года
- 2-й Украинский фронт, 53-я армия, — на 01.03.1944 года
- 2-й Украинский фронт, 53-я армия, 26-й гвардейский стрелковый корпус — на 01.04.1944 года
- 2-й Украинский фронт, 53-я армия, 75-й стрелковый корпус — на 01.07.1944 года
- 2-й Украинский фронт, 53-я армия, — на 01.08.1944 года
- 2-й Украинский фронт, — на 01.10.1944 года
- 2-й Украинский фронт, 7-я гвардейская армия, 25-й гвардейский стрелковый корпус — на 01.12.1944 года
- 2-й Украинский фронт, 7-я гвардейская армия, 30-й стрелковый корпус, — на 01.01.1945 года
- 2-й Украинский фронт, 18-й гвардейский стрелковый корпус, — на 01.02.1945 года
- 2-й Украинский фронт, 18-й гвардейский стрелковый корпус, — на 01.03.1945 года
- 2-й Украинский фронт, 7-я гвардейская армия, 25-й гвардейский стрелковый корпус — на 01.04.1945 года
- 2-й Украинский фронт, 7-я гвардейская армия, 25-й гвардейский стрелковый корпус — на 01.05.1945 года

## Состав
- управление
- 73-й гвардейский стрелковый полк
- 78-й гвардейский стрелковый полк
- 81-й гвардейский стрелковый полк
- 53-й гвардейский артиллерийский полк
- 29-й отдельный гвардейский истребительно-противотанковый дивизион
- 20-я отдельная гвардейская зенитная батарея (до 10.8.1942)
- 22-я отдельная гвардейская разведывательная рота
- 28-й отдельный гвардейский сапёрный батальон
- 32-й отдельный гвардейский батальон связи (с 5.5.1943 по 1.12.1944 — 34-я отдельная гвардейская рота связи)
- 495-й (31-й) медико-санитарный батальон
- 30-я отдельная гвардейская рота химический защиты
- 572-я (26-я) автотранспортная рота
- 619-я (23-я) полевая хлебопекарня
- 604-й (33-й) дивизионный ветеринарный лазарет
- 891-я полевая почтовая станция
- 1674-я (552-я) полевая касса Госбанка[1]

- управление
- 132-й гвардейский мотострелковый Краснознамённый, орденов Суворова и Кутузова полк, Лубны

10 Т-64, 9 БТР-60, 2 БМП-1, 2 БРМ-1К), 12 Д-30
- 136-й гвардейский мотострелковый Краснознамённый полк, Лубны

10 Т-64, 9 БТР-60, 2 БМП-1, 2 БРМ-1К), 12 Д-30
- 426-й гвардейский мотострелковый полк, Лубны

10 Т-64, 19 БМП-1, 2 БРМ-1К, 3 БТР-60, 12 2С1 «Гвоздика»
- 280-й танковый полк, Гончаровское

31 Т-64, 2 БМП-1, 2 БРМ-1К, 12 2С1 «Гвоздика», 29 МТЛБТ
- 53-й гвардейский самоходно-артиллерийский полк, Лубны

12 БМ-21 «Град», 22 МТЛБТ
- 1175-й зенитный ракетный полк
- 130-й отдельный разведывательный батальон, Лубны (10 БМП-1, 7 БРМ-1К, 6 БТР-60
- 34-й отдельный батальон связи, Лубны
- 28-й отдельный инженерно-сапёрный батальон, Лубны
- 1090-й отдельный батальон материального обеспечения
- 350-й отдельный ремонтно-восстановительный батальон
- Итого: 61 танк, 50 БМП, 9 БТР, 24 орудия, 24 САУ, 12 РСЗО[2]

## Командиры дивизии
- Безверхов, Яков Петрович (7-8.04.1942), гвардии полковник
- Шафаренко, Павел Менделевич (8.04.1942 — 1.08.1943), гвардии полковник, с 27 ноября 1942 года гвардии генерал-майор
- Дашкевич, Адам Григорьевич (2.08.1943 — 6.09.1943), гвардии полковник
- Билютин, Кондратий Васильевич (7-20.09.1943, ВРИД), гвардии полковник
- Криволапов, Григорий Архипович (21.09.1943 — 1.11.1944), гвардии генерал-майор
- Коркин, Николай Петрович (2.11.1944 — 26.12.1944), гвардии полковник
- Переманов, Александр Михайлович (27.12.1944 — 06.1945), гвардии полковник
- Гречаный, Евстафий Петрович (06.1945 — 06.1946), гвардии генерал-майор
- Заикин, Митрофан Моисеевич (3.07.1946 — 05.1950), гвардии генерал-майор
- Петрушин, Андрей Никитович (5.1950 — 13.12.1955), гвардии генерал-майор
- Калинин, Вениамин Васильевич (13.12.1955 — 29.07.1957), гвардии полковник
- Бибиков, Андрей Семёнович (16.11.1957 — 27.07.1961), гвардии полковник
- Власов, Николай Николаевич (27.07.1961 — 7.03.1964), гвардии полковник, с 22 февраля 1963 года гвардии генерал-майор
- Широков, Всеволод Павлович (7.03.1964 — 5.09.1968), полковник, с 23 февраля 1967 года гвардии генерал-майор
- Осьмак, Сергей Иосифович (5.09.1968 — 14.10.1969), гвардии генерал-майор
- Ляшко, Вениамин Иванович (14.10.1969 — 19.07.1972), полковник, с 22 февраля 1971 года гвардии генерал-майор
- Елагин, Александр Сидорович (19.07.1972 — 25.06.1974), гвардии полковник

## Награды
- 7.04.1942 —  «Гвардейская» — почётное звание присвоено приказом Народного комиссара обороны СССР при формировании;
- 03.05.1942 —  Орден Красного Знамени — орден получен при формировании от 2 гвардейской стрелковой Краснознамённой бригады ;
- 23.09.1943 — «Синельниковская» — почётное наименование присвоено приказом Верховного Гланокомандующего от 3 сентября 1943 года в ознаменование одержанной победы и отличие в боях при освобождении города Синельниково;
- 13.02.1944 — Орден Богдана Хмельницкого II степени — награждена указом Президиума Верховного Совета СССР от 13 февраля 1944 года за образцовое выполнение боевых заданий командования в боях за освобождение города Звенигородка и проявленные при этом доблесть и мужество;[3]
- 5.04.1945 — «Будапештская» — почётное наименование присвоено приказом Верховного Главнокомандующего № 064 от 5 апреля 1945 года в ознаменование одержанной победы и отличие в боях при овладении городом Будапештом;
- 17.05.1945 —  Орден Суворова II степени — награждена указом Президиума Верховного Совета СССР от 17 мая 1945 года за образцовое выполнение боевых заданий командования в боях с немецкими захватчиками при овладении городом Братислава и проявленные при этом доблесть и мужество.[4]

Награды частей дивизии:
- 73-й гвардейский стрелковый ордена Богдана Хмельницкого[5] полк
- 81-й гвардейский стрелковый Будапештский[6] полк
- 53-й гвардейский артиллерийский Будапештский[6] полк

## Отличившиеся воины
Герои Советского Союза:
- Андреев, Семён Алексеевич — гвардии сержант, командир расчёта противотанковых ружей 78-го гвардейского стрелкового полка, Герой Советского Союза, награждён 22.02.1944 года за героизм, проявленный в боях при форсировании Днепра.
- Антонов, Константин Михайлович — гвардии младший лейтенант, парторг батальона 78-го гвардейского стрелкового полка, Герой Советского Союза, награждён 22.02.1944 г. за героизм, проявленный в боях при форсировании Днепра.
- Артюх, Александр Андреевич — гвардии младший сержант, наводчик миномёта 78-го гвардейского стрелкового полка, Герой Советского Союза, награждён 19.03.1944 г. за героизм, проявленный при форсировании Днепра.
- Баданин, Василий Иванович — гвардии красноармеец, стрелок 78-го гвардейского стрелкового полка, Герой Советского Союза, награждён 19.03.1944 года за форсирование Днепра.
- Бадрутдинов, Минулла Бадрутдинович — гвардии сержант, стрелок 78-го гвардейского полка, Герой Советского Союза, награждён посмертно 19.03.1944 года за форсирование Днепра.
- Балашов, Михаил Ефимович — гвардии красноармеец, сапёр 28-го гвардейского отдельного сапёрного батальона, награждён посмертно 19.03.1944 года за форсирование Днепра.
- Баляев, Алексей Андреевич — гвардии красноармеец, стрелок 78-го гвардейского стрелкового полка, Герой Советского Союза, награждён 19.03.1944 года за форсирование Днепра.
- Беляев, Владимир Прокофьевич — гвардии старший сержант, командир орудия 78-го гвардейского стрелкового полка, награждён 22.02.1944 года за форсирование Днепра.
- Билютин, Кондратий Васильевич — гвардии полковник, командир 78-го гвардейского стрелкового полка, Герой Советского Союза, награждён 19.06.1943 года за умелое командование полком в третьей битве за Харьков.
- Болтушкин, Александр Павлович — гвардии старший сержант, помощник командира взвода 78-го гвардейского стрелкового полка, боец взвода лейтенанта Широнина награждён посмертно 18.05.1943 года.
- Букаев, Иван Прокофьевич — гвардии красноармеец, стрелок 78-го гвардейского стрелкового полка, боец взвода лейтенанта Широнина, награждён 18.05.1943 года.
- Вернигоренко, Иван Григорьевич — гвардии старший сержант, командир отделения 78-го гвардейского стрелкового полка, боец взвода лейтенанта Широнина, награждён 18.05.1943 года.
- Веселов, Василий Иванович — гвардии сержант, командир отделения 28-го гвардейского отдельного сапёрного батальона. Награждён посмертно 19.03.1944 года за форсирование Днепра.
- Визгалин, Иван Павлович — гвардии красноармеец, стрелок 78-го гвардейского стрелкового полка, боец взвода лейтенанта Широнина, награждён 18.05.1943 года посмертно.
- Гертман, Павел Андреевич — гвардии красноармеец, стрелок 78-го гвардейского стрелкового полка, боец взвода лейтенанта Широнина, награждён 18.05.1943 года посмертно.
- Голосов, Василий Иванович — гвардии лейтенант, командир снайперской роты 81-го гвардейского стрелкового полка.
- Гришко, Павел Саввович — гвардии лейтенант, командир взвода 81-го гвардейского полка, Герой Советского Союза. Награждён 28.04.1945 года (под Будапештом вызвал на себя огонь артиллерии). Навечно зачислен в списки части личного состава воинской части.
- Грудинин, Василий Семёнович — гвардии сержант, командир отделения 78-го гвардейского стрелкового полка, боец взвода лейтенанта Широнина, награждён 18.05.1943 года посмертно.
- Дербушев, Фёдор Михайлович — гвардии красноармеец, номер расчёта противотанкового ружья 78-го гвардейского стрелкового полка. Награждён 22.02.1944 за форсирование Днепра.
- Древаль, Василий Тимофеевич — гвардии капитан, заместитель командира батальона по политической части 78-го гвардейского стрелкового полка. Награждён 22.02.1944 за форсирование Днепра.
- Дудин, Леонид Никитович — гвардии майор, командир батальона 81-го гвардейского стрелкового полка. Награждён 22.02.1944 за форсирование Днепра.
- Дурнов, Иван Алексеевич — гвардии красноармеец, стрелок 81-го гвардейского стрелкового полка. Награждён 22.02.1944 за форсирование Днепра.
- Ефремов, Михаил Ефремович — гвардии старший сержант, помощник командира сапёрного взвода 81-го гвардейского стрелкового полка. Награждён 22.02.1944 за форсирование Днепра.
- Жазыков, Кужабай — гвардии сержант, помощник командира разведывательного взвода 22-й отдельной гвардейской разведывательной роты. Указ Президиума Верховного Совета СССР от 28 апреля 1945 года.
- Заверюха, Николай Андреевич — гвардии красноармеец, стрелок 2 батальона 78-го гвардейского стрелкового полка. Герой Советского Союза (19.03.1944, посмертно).
- Зевахин, Валентин Сергеевич — гвардии старший лейтенант, заместитель командира батальона 78-го гвардейского стрелкового полка. Указ Президиума Верховного Совета СССР от 19 марта 1944 года.
- Зимин, Сергей Григорьевич — гвардии старшина, командир отделения 78-го гвардейского стрелкового полка, боец взвода лейтенанта Широнина, награждён 18.05.1943 года посмертно.
- Злобин, Яков Дмитриевич — гвардии красноармеец, стрелок 78-го гвардейского стрелкового полка, боец взвода лейтенанта Широнина, награждён 18.05.1943 года посмертно.
- Ильин, Николай Сергеевич — гвардии красноармеец, санитар 78-го гвардейского стрелкового полка. Награждён 19.03.1944 за форсирование Днепра.
- Исаков, Василий Леонович — гвардии красноармеец, стрелок 78-го гвардейского стрелкового полка, боец взвода лейтенанта Широнина, награждён 18.05.1943 года.
- Кабалин, Иван Андреевич — гвардии сержант, командир отделения миномётной роты 78-го гвардейского стрелкового полка. Награждён 22.02.1944 за форсирование Днепра.
- Казакевич, Павел Константинович — гвардии полковник, командир 81-го гвардейского стрелкового полка. Награждён посмертно 19.06.1943 за бои в городе Харькове.
- Кащеев, Тихон Гаврилович — гвардии младший сержант, командир отделения 78-го гвардейского стрелкового полка. Награждён 19.03.1944 за форсирование Днепра.
- Кирьянов, Николай Иванович — гвардии сержант, командир отделения 78-го гвардейского стрелкового полка, боец взвода лейтенанта Широнина, награждён 18.05.1943 года посмертно.
- Киселёв, Сергей Семёнович — гвардии старший сержант, помощник командира взвода 78-го гвардейского стрелкового полка. Награждён 01.11.1943 за форсирование Днепра.
- Косьмин, Евгений Александрович — гвардии красноармеец, сапёр 28-го гвардейского отдельного сапёрного батальона. Награждён посмертно 19.03.1944 за форсирование Днепра.
- Крайко, Алексей Иванович — гвардии красноармеец, стрелок 78-го гвардейского стрелкового полка, боец взвода лейтенанта Широнина, награждён 18.05.1943 года посмертно.
- Криволапов, Григорий Архипович — гвардии генерал-майор, командир дивизии. Награждён 19.03.1944 за форсирование Днепра.
- Кувин, Иван Иванович — гвардии красноармеец, сапёр 28-го гвардейского отдельного сапёрного батальона. Награждён посмертно 19.03.1944 за форсирование Днепра.
- Кузнецов, Михаил Петрович — гвардии младший сержант, командир отделения сапёрного взвода 78-го гвардейского стрелкового полка. Награждён 22.02.1944 за форсирование Днепра.
- Лихачёв, Иван Ильич — гвардии красноармеец, радист роты связи 78-го гвардейского стрелкового полка. Награждён 22.02.1944 за форсирование Днепра.
- Миронов, Пётр Моисеевич — гвардии красноармеец, стрелок 78-го гвардейского стрелкового полка. Звание Героя Советского Союза присвоено 19.03.1944 за форсирование Днепра.
- Нечипуренко, Сергей Васильевич — гвардии старшина, командир отделения 78-го гвардейского стрелкового полка, боец взвода лейтенанта Широнина, награждён 18.05.1943 года посмертно.
- Николаенко, Александр Николаевич — гвардии старшина, командир миномётного расчёта 78-го гвардейского стрелкового полка. Награждён 19.03.1944 за форсирование Днепра.
- Овсянкин, Михаил Иванович — гвардии старший сержант, командир отделения взвода пешей разведки 78-го гвардейского стрелкового полка. Награждён 22.02.1944 за форсирование Днепра.
- Павлов, Василий Михайлович — гвардии красноармеец, стрелок 78-го гвардейского стрелкового полка, боец взвода лейтенанта Широнина, награждён 18.05.1943 года посмертно.
- Панганис, Игорь Владимирович — гвардии сержант, командир орудия 73-го гвардейского стрелкового полка. Указ Президиума Верховного Совета СССР от 28 апреля 1945 года (посмертно). Навечно зачислен в списки личного состава воинской части.
- Петухов, Иван Дмитриевич — гвардии капитан, командир батальона 78-го гвардейского стрелкового полка. Награждён 22.02.1944 за форсирование Днепра.
- Потёмкин, Алексей Николаевич — гвардии майор, командир 78-го гвардейского стрелкового полка, Герой Советского Союза (награждён 19.03.1944 г.).
- Пряничников, Николай Иванович — гвардии младший лейтенант, командир взвода противотанковых ружей 2 батальона 78-го гвардейского стрелкового полка. Указ Президиума Верховного Совета СССР от 19 марта 1944 года.
- Рыбачковский, Леонид Иванович — гвардии старшина, командир пулемётного расчёта 78-го гвардейского стрелкового полка. Указ Президиума Верховного Совета СССР от 19 марта 1944 года.
- Сафаров, Фарис Меджидович — гвардии старший сержант, командир пулемётного расчёта 78-го гвардейского стрелкового полка. Указ Президиума Верховного Совета СССР от 19 марта 1944 года.
- Седых, Иван Викторович — гвардии сержант, стрелок 78-го гвардейского стрелкового полка, боец взвода лейтенанта Широнина, награждён 18.05.1943 года посмертно.
- Селиверстов, Иван Никитович — гвардии старший сержант, командир орудия 29-го гвардейского отдельного истребительно-противотанкового дивизиона, награждён 15.05.1946 года.
- Силаев, Иван Николаевич — гвардии красноармеец, стрелок 78-го гвардейского стрелкового полка, боец взвода лейтенанта Широнина, награждён 18.05.1943 года посмертно.
- Скворцов, Андрей Аркадьевич — гвардии красноармеец, стрелок 78-го гвардейского стрелкового полка, боец взвода лейтенанта Широнина, награждён 18.05.1943 года посмертно.
- Смирнов, Василий Алексеевич — гвардии красноармеец, начальник радиостанции роты связи 78-го гвардейского стрелкового полка. Указ Президиума Верховного Совета СССР от 22 февраля 1944 года.
- Стеблинский, Сергей Васильевич — гвардии лейтенант, командир батареи 53-го гвардейского артиллерийского полка. Указ Президиума Верховного Совета СССР от 22 февраля 1944 года.
- Субботин, Николай Иванович — гвардии красноармеец, стрелок 78-го гвардейского стрелкового полка, боец взвода лейтенанта Широнина, награждён 18.05.1943 года посмертно.
- Сухин, Александр Иванович — гвардии сержант, командир отделения 78-го гвардейского стрелкового полка, боец взвода лейтенанта Широнина, награждён 18.05.1943 года посмертно.
- Танцуренко, Василий Дмитриевич — гвардии красноармеец, стрелок 78-го гвардейского стрелкового полка, боец взвода лейтенанта Широнина, награждён 18.05.1943 года посмертно.
- Твердохлебов, Илья Иванович — гвардии младший лейтенант, командир взвода 28-го гвардейского отдельного сапёрного батальона, награждён 19.03.1944 года посмертно.
- Тишко, Виктор Петрович — гвардии красноармеец, миномётчик 78-го гвардейского стрелкового полка.
- Ткаченко, Илья Иванович — гвардии лейтенант, командир миномётного взвода 78-го гвардейского стрелкового полка.
- Торопов, Александр Фёдорович — гвардии красноармеец, стрелок 78-го гвардейского стрелкового полка, боец взвода лейтенанта Широнина, награждён 18.05.1943 года.
- Тургель, Михаил Николаевич — гвардии старший лейтенант, старший адъютант батальона 78-го гвардейского стрелкового полка, награждён 19.03.1944 года.
- Тюрин, Александр Николаевич — гвардии красноармеец, стрелок 78-го гвардейского стрелкового полка, боец взвода лейтенанта Широнина, награждён 18.05.1943 года.
- Фаждеев, Степан Петрович — гвардии красноармеец, стрелок 78-го гвардейского стрелкового полка, боец взвода лейтенанта Широнина, награждён 18.05.1943 года.
- Чайка, Алексей Емельянович — гвардии сержант, разведчик-корректировщик батареи 78-го гвардейского стрелкового полка. Указ Президиума Верховного Совета СССР от 22 февраля 1944 года.
- Чепур, Никита Дмитриевич — гвардии младший сержант, командир отделения 81-го гвардейского стрелкового полка.
- Чертенков, Иван Матвеевич — гвардии красноармеец, стрелок 78-го гвардейского стрелкового полка, боец взвода лейтенанта Широнина, награждён 18.05.1943 года.
- Чижиков, Филипп Васильевич — гвардии сержант, командир отделения 81-го гвардейского стрелкового полка. Указ Президиума Верховного Совета СССР от 22 февраля 1944 года.
- Чижов, Сергей Михайлович, гвардии красноармеец, стрелок 78-го гвардейского стрелкового полка. Указ Президиума Верховного Совета СССР от 19 марта 1944 года.
- Широнин, Пётр Николаевич — гвардии лейтенант, командир взвода 78-го гвардейского стрелкового полка, награждён 18.05.1943 года.
- Шкодин, Пётр Тихонович — гвардии красноармеец, стрелок 78-го гвардейского стрелкового полка, боец взвода лейтенанта Широнина, награждён 18.05.1943 года.
- Юрьев, Иван Васильевич — гвардии сержант, командир миномётного расчёта 78-го гвардейского стрелкового полка, награждён 13.05.1944 года.
- Ярмак, Сергей Фёдорович — гвардии младший сержант, командир миномётного расчёта 78-го гвардейского стрелкового полка, награждён 19.03.1944 года.
- Яровиков, Иван Максимович — гвардии лейтенант, командир огневого взвода 53-го гвардейского артиллерийского полка, награждён 22.02.1944 года.
- Ярош, Отакар — надпоручик, командир 1-й роты 1-го отдельного чехословацкого пехотного батальона.

 Кавалеры ордена Славы 3-х степеней.
- Асмолов, Дмитрий Калинович, гвардии сержант, командир отделения 28 отдельного гвардейского сапёрного батальона.
- Белецкий, Аркадий Ефимович, гвардии сержант, командир отделения разведчиков 81 гвардейского стрелкового полка.
- Калиниченко, Николай Егорович, гвардии младший сержант, командир отделения 28 отдельного гвардейского сапёрного батальона.
- Кириленко, Василий Филиппович, гвардии младший сержант, командир расчёта миномётной роты 73 гвардейского стрелкового полка.
- Коновалов, Николай Иванович, гвардии старший сержант, командир отделения сапёрного взвода 78 гвардейского стрелкового полка.
- Королёв, Василий Игнатьевич, гвардии старшина, командир отделения взвода пешей разведки 73 гвардейского стрелкового полка.
- Лобода, Андрей Автономович, гвардии сержант, разведчик взвода конной разведки 78 гвардейского стрелкового полка.
- Мартынов, Владимир Георгиевич, гвардии сержант, командир отделения 22 отдельной гвардейской разведывательной роты. Умер от ран 7 мая 1945 года.
- Шуляченко, Михаил Михайлович, гвардии красноармеец, разведчик 73 гвардейского стрелкового полка.

| Орден Богдана Хмельницкого III степени: - гвардии лейтенант Бойченко Борис Павлович, адъютант старший 2 стрелкового батальона 81 гвардейского стрелкового полка. Приказ Военного совета 3 Украинского фронта № 6/н от 5 февраля 1944 г. - гвардии сержант Вакорин Виталий Прокофьевич, командир отделения автоматчиков 73 гвардейского стрелкового полка.Приказ Военного совета 3 Украинского фронта № 1/н от 6 января 1944 г. - гвардии лейтенант Крылов Василий Гаврилович, заместитель командира батальона по строевой части 81 гвардейского стрелкового полка. Приказ Военного совета 3 Украинского фронта № 1/н от 6 января 1944 г. | Орден Александра Невского: - гвардии старший лейтенант Пономарёв Павел Афанасьевич, командир батареи 120-мм миномётов 78 гвардейского стрелкового полка. Приказ Военного совета 8 гвардейской армии № 23/н от 17 декабря 1943 г. - гвардии капитан Рудиков Иван Давидович, командир стрелкового батальона 73 гвардейского стрелкового полка. Приказ Военного совета 8 гвардейской армии № 182/н от 12 декабря 1943 г. - гвардии старший лейтенант Шарифуллин Хаким Шарефульевич, командир стрелковой роты 78 гвардейского стрелкового полка. Приказ Военного совета 8 гвардейской армии № 185/н от 12 декабря 1943 г. |

## Газета
Выходила газета «Сталинская гвардия». Редактор — майор Астапов Михаил Иосифович (1913—1978)